# Shofirkon
Shofirkon è il capoluogo del distretto di Shofirkon della regione di Bukhara, in Uzbekistan. Aveva 19.700 abitanti al censimento del 1989 e una popolazione calcolata di 28.607 abitanti per il 2010.